# Operazione noci
Operazione noci (All in a Nutshell) è un film del 1949 diretto da Jack Hannah. È un cortometraggio animato realizzato, in Technicolor, dalla Walt Disney Productions, uscito negli Stati Uniti il 2 settembre 1949 e distribuito dalla RKO Radio Pictures. A partire dagli anni novanta è più noto come Tutto in un guscio di noce.

## Trama
Nel suo chiosco a forma di noce, Paperino si trova a corto di frutta secca per la preparazione di burro di noci; presso un albero, riesce a rubarne una secchiata. L'albero però è la casa di Cip e Ciop, i quali, seguendo la scia di frutta secca lasciata da Paperino, si imbattono nel chiosco del papero, che loro scambiano per una noce vera. I due scoiattoli iniziano subito a spostarlo come possono, ma invano. Alla fine, in cima a una collinetta, trovano un grande masso, che loro fanno rotolare; il masso finisce sulla sommità del chiosco, ma causa solo danni superficiali. Cip e Ciop osservano l'attività di Paperino e, dopo aver esaminato il contenuto di un barattolo, decidono di procurarsi una modesta scorta. Quando però Cip fa accidentalmente cadere un barattolo, esso finisce addosso a Paperino, che furibondo comincia a rincorrere i due scoiattoli. L'inseguimento termina con Cip e Ciop che rientrano nel loro albero, contro cui Paperino sbatte, svenendo. I due scoiattoli infilano Paperino in un tronco cavo, all'interno del quale Ciop fa cadere un alveare di api. Il papero viene così "sparato" in aria a mo' di cannone, con i due scoiattoli festeggianti e vittoriosi.

## Distribuzione

### Edizione italiana
Esistono tre doppiaggi italiani del corto. Il primo è stato eseguito nel 1985 per l'inclusione del corto nella VHS Le avventure di Cip e Ciop dell'aprile di quell'anno, mentre il secondo, eseguito nel 1989, per l'inserimento del corto nella riedizione della VHS Le avventure di Cip e Ciop.. Un ultimo ridoppiaggio è stato eseguito negli anni '90 per la trasmissione televisiva e quindi usato in tutte le successive occasioni.

### Edizioni home video

#### VHS
- Le avventure di Cip e Ciop (aprile 1985)[1]
- Le avventure di Cip e Ciop (settembre 1989)[2]

#### DVD
Il cortometraggio è incluso nei DVD Walt Disney Treasures: Semplicemente Paperino - Vol. 3, Cip & Ciop - Guai in vista e Paperino - 75º anniversario.